# 金本龍平
金本 龍平（かなもと りゅうへい、1952年 - ） は、日本の農学者。京都大学名誉教授。

## 人物・経歴
大阪府生まれ。1976年京都府立大学農学部農芸化学科卒業。1981年京都大学大学院農学研究科修了、農学博士。東京慈恵会医科大学医学部講師、京都府立大学農学部助教授、京都府立大学農学部教授を経て、2012年京都大学大学院農学研究科食品生理機能学分野教授。2018年定年退職、京都大学名誉教授。京都府立大学同窓会会長。

## 編書
- 『分子栄養学』化学同人 2005年